# Richard Armitage
Richard Crispin Armitage là nam diễn viên người Anh Quốc. Anh được khán giả Anh biết đến qua vai chính John Thornton trong sê-ri North & South (2004). Vai diễn Thorin Oakenshield trong loạt phim điện ảnh The Hobbit (đạo diễn Peter Jackson) đưa Richard đến với công chúng toàn cầu. Một số vai khác mà anh đã đóng có thể kể đến như: John Proctor trong The Crucible, Francis Dolarhyde trong Hannibal, Lucas North trong Spooks, John Porter trong Strike Back, Daniel Miller trong Berlin Station.